# Малый Вахтан
Малый Вахтан — река в России, протекает в Кировской (Шабалинский район) и Нижегородской областях (Шахунский район). Устье реки находится в 243 км по левому берегу реки Пижма. Длина реки составляет 21 км.
Исток реки у нежилого посёлка Турковский восточнее посёлка Шиминерский (Высокораменское сельское поселение). Река течёт на юг, затем поворачивает на юго-восток. Около километра течёт по Кировской области, остальное течение — в Нижегородской. Всё течение реки проходит по ненаселённому лесу. Впадает в Пижму в 12 км к северо-западу от посёлка Пижма.

## Притоки (км от устья)
- 2 км: река Шлянда (пр)
- 11 км: река Тургуш (пр)

## Данные водного реестра
По данным государственного водного реестра России относится к Камскому бассейновому округу, водохозяйственный участок реки — Вятка от города Котельнич до водомерного поста посёлка городского типа Аркуль, речной подбассейн реки — Вятка. Речной бассейн реки — Кама.
По данным геоинформационной системы водохозяйственного районирования территории РФ, подготовленной Федеральным агентством водных ресурсов:
- Код водного объекта в государственном водном реестре — 10010300412111100036443
- Код по гидрологической изученности (ГИ) — 111103644
- Код бассейна — 10.01.03.004
- Номер тома по ГИ — 11
- Выпуск по ГИ — 1